# Tedesco (Familienname)
Tedesco (ital.: „deutsch“) ist ein von einem Spitznamen abgeleiteter italienischer Familienname.

## Namensträger

### Familienname
- Arrigo Tedesco (1450–1517), franko-flämischer Komponist und Sänger, siehe Heinrich Isaac
- Daniel Tedesco (* 1993), italo-kanadischer Eishockeyspieler
- Domenico Tedesco (* 1985), deutsch-italienischer Fußballtrainer
- Francesco Tedesco (1853–1921), italienischer Beamter und Politiker
- Genaro Tedesco (* vor 1956), argentinischer Fußballspieler
- Giacomo Tedesco (* 1976), italienischer Fußballspieler
- Giovanni Tedesco (* 1972), italienischer Fußballspieler
- James J. Tedesco III (* 1953), US-amerikanischer Politiker
- Mario Castelnuovo-Tedesco (1895–1968), italienischer Komponist und Pianist
- Napoléon de Tédesco (1848–1922), französischer Bauingenieur
- Paola Tedesco (* 1952), italienische Schauspielerin
- Paul Maximilian Tedesco (1898–1980), austro-amerikanischer Sprachwissenschaftler
- Samuel J. Tedesco (1915–2003), US-amerikanischer Politiker
- Sergio Tedesco (1928–2012), italienischer Tenor, Synchronsprecher und Schauspieler
- Tommy Tedesco (1930–1997), US-amerikanischer Gitarrist
- Victor Tedesco (1821–1897), Luxemburger Politiker

### Übername
- Martini il Tedesco = Jean-Paul-Égide Martini (1741–1816), deutsch-französischer Komponist